# Lophiobagrus
Lophiobagrus es un género de peces actinopeterigios de agua dulce, distribuidos por ríos y lagos de África, fundamentalmente en la cuenca del lago Tanganica.

## Especies
Existen cuatro especies reconocidas en este género:
- Lophiobagrus aquilus Bailey y Stewart, 1984
- Lophiobagrus asperispinis Bailey y Stewart, 1984
- Lophiobagrus brevispinis Bailey y Stewart, 1984
- Lophiobagrus cyclurus (Worthington y Ricardo, 1937)